# Citroën DS 21 Chapron Majesty
Der Citroën DS 21 Chapron Majesty ist eine viertürige Limousine, die das französische Karosseriebauunternehmen Chapron von 1964 bis 1969 in etwa zwei Dutzend Exemplaren herstellte. Der Majesty basiert auf dem Citroën DS 21. Er unterscheidet sich von dem in Großserie produzierten Basismodell vor allem durch ein höheres Dach und eine eigenständig gestaltete Heckpartie. Mehr als 50 Jahre nach Einstellung der Produktion ist der Majesty ein gesuchter, exklusiver Klassiker.

## Entstehungsgeschichte

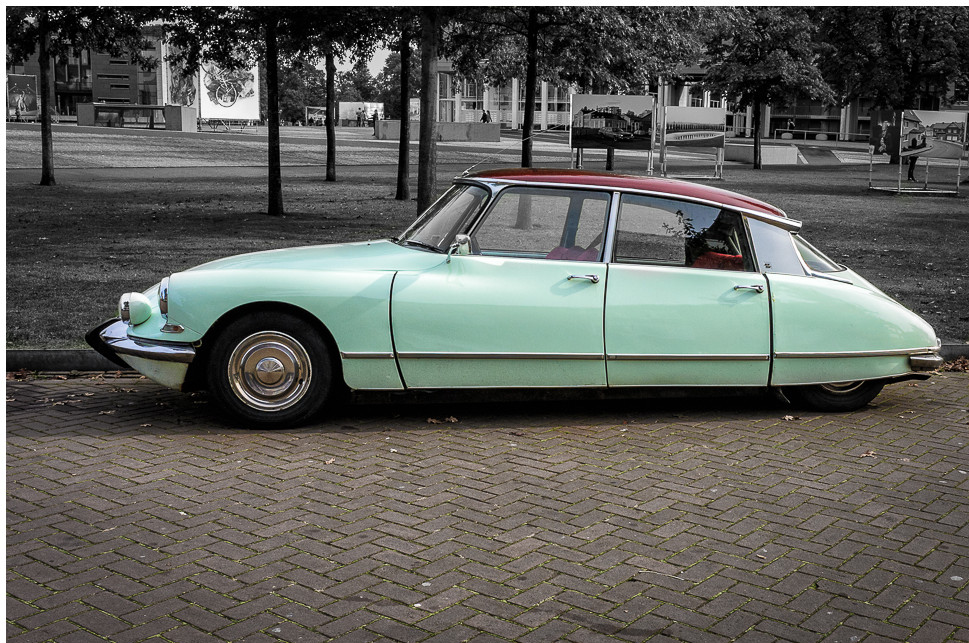
Basismodell: Citroen DS (Serienversion)

Der Citroën DS (lautmalerisch: Déesse, französisch für Göttin) erschien 1955 als viertürige Limousine mit Fließheck; zwei Jahre später kam die äußerlich weitgehend gleiche, technisch aber einfachere Version ID (Idée) hinzu. Das stilistisch und technisch außergewöhnliche Auto galt bei seiner Vorstellung als Sensation. Neben der eigenständigen, von Flaminio Bertoni entworfenen Karosserieform gehörte vor allem die hydropneumatische Federung zu den Besonderheiten des frontgetriebenen Fahrzeugs. 1958 ergänzte ein fünftüriger Kombi (Break) die Modellpalette. 
Ebenfalls 1958 führte der unabhängige Karosseriehersteller Chapron das zweitürige Cabriolet La Croisette ein, das von der viertürigen Serienlimousine abgeleitet war. Ab 1960 kam es zu einem Nebeneinander mehrerer DS-Cabriolets: Parallel zum La Croisette baute Chapron ab 1960 im Auftrag Citroëns auch ein Werkscabriolet (Cabriolet Usine), das mehr oder weniger standardisiert war und über das offizielle Händlernetz vertrieben wurde. Chaprons weiterhin gebaute eigene Cabriolets waren teurer als die Werkscabriolets und konnten in vielen Details individualisiert werden. In den 1960er-Jahren baute Chapron die Palette seiner DS-Sondermodelle kontinuierlich aus. Von seinen eigenen Cabriolets leitete er eine Reihe zweitüriger Coupés ab, die als Zwei- oder Viersitzer unter den Bezeichnungen Le Paris, Le Dandy, Concorde und Le Léman verkauft wurden. 
1965 brachte Chapron schließlich als Ergänzung zu den geschlossenen Zweitürern eine als Majesty bezeichnete viertürige Stufenhecklimousine auf den Markt, die sich stilistisch an seinen Cabriolets und Coupés orientierte. Die Entwicklung steht in engem zeitlichen Zusammenhang zur Insolvenz des französischen Automobilherstellers Facel Vega, nach dessen Betriebseinstellung es keine Oberklassefahrzeuge aus französischer Produktion mehr gab. Chaprons Majesty, der als Repräsentationsfahrzeug dienen konnte, war geeignet, diese Lücke zu schließen. 1969 lief die Produktion des Majesty aus. An seine Stelle trat die ähnlich konzipierte Limousine Lorraine, die sich vom Majesty unter anderem durch eine abweichend gestaltete Heckpartie unterscheidet.

## Modellbeschreibung

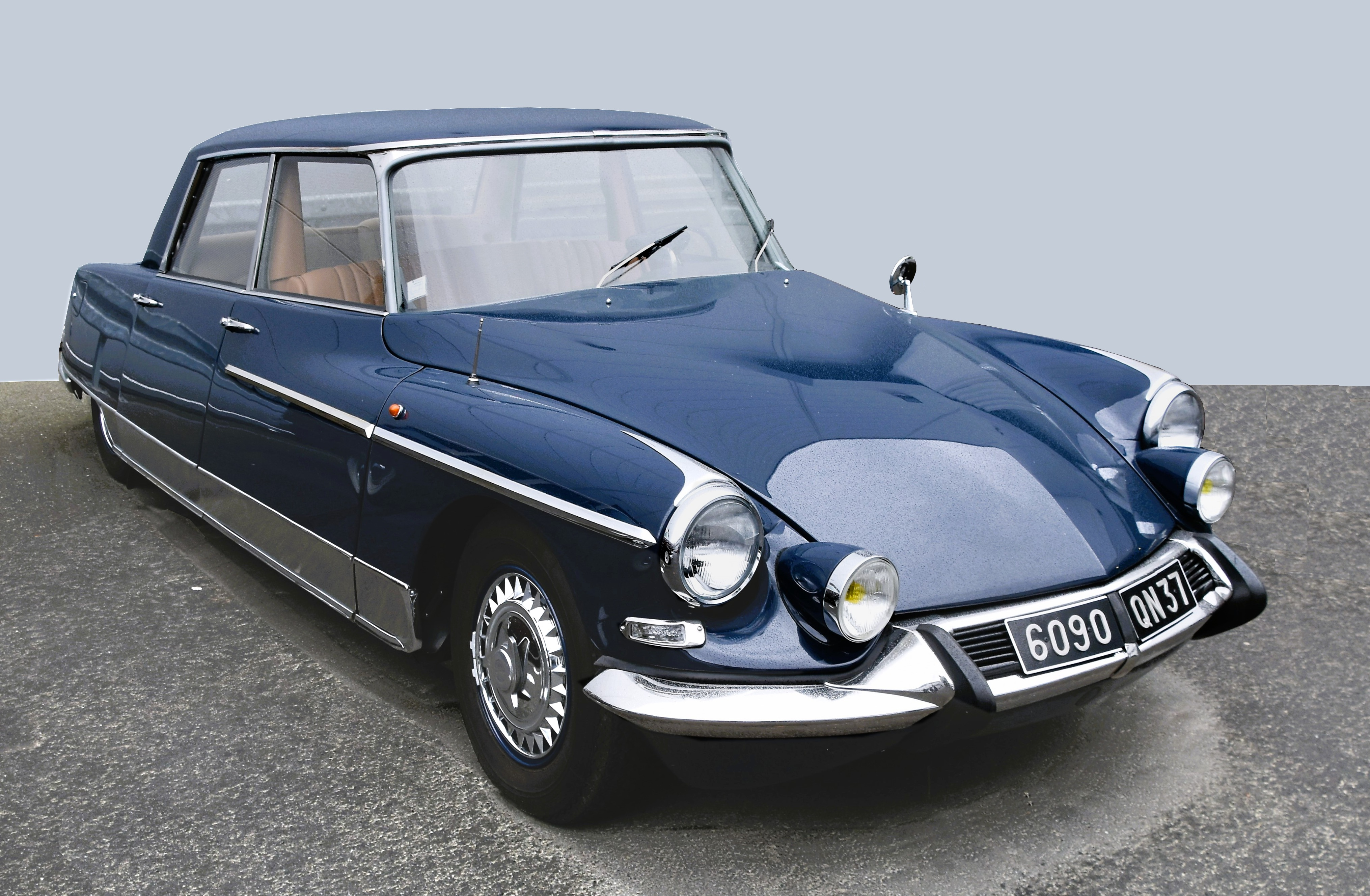
Früher Majesty mit Einzelscheinwerfern

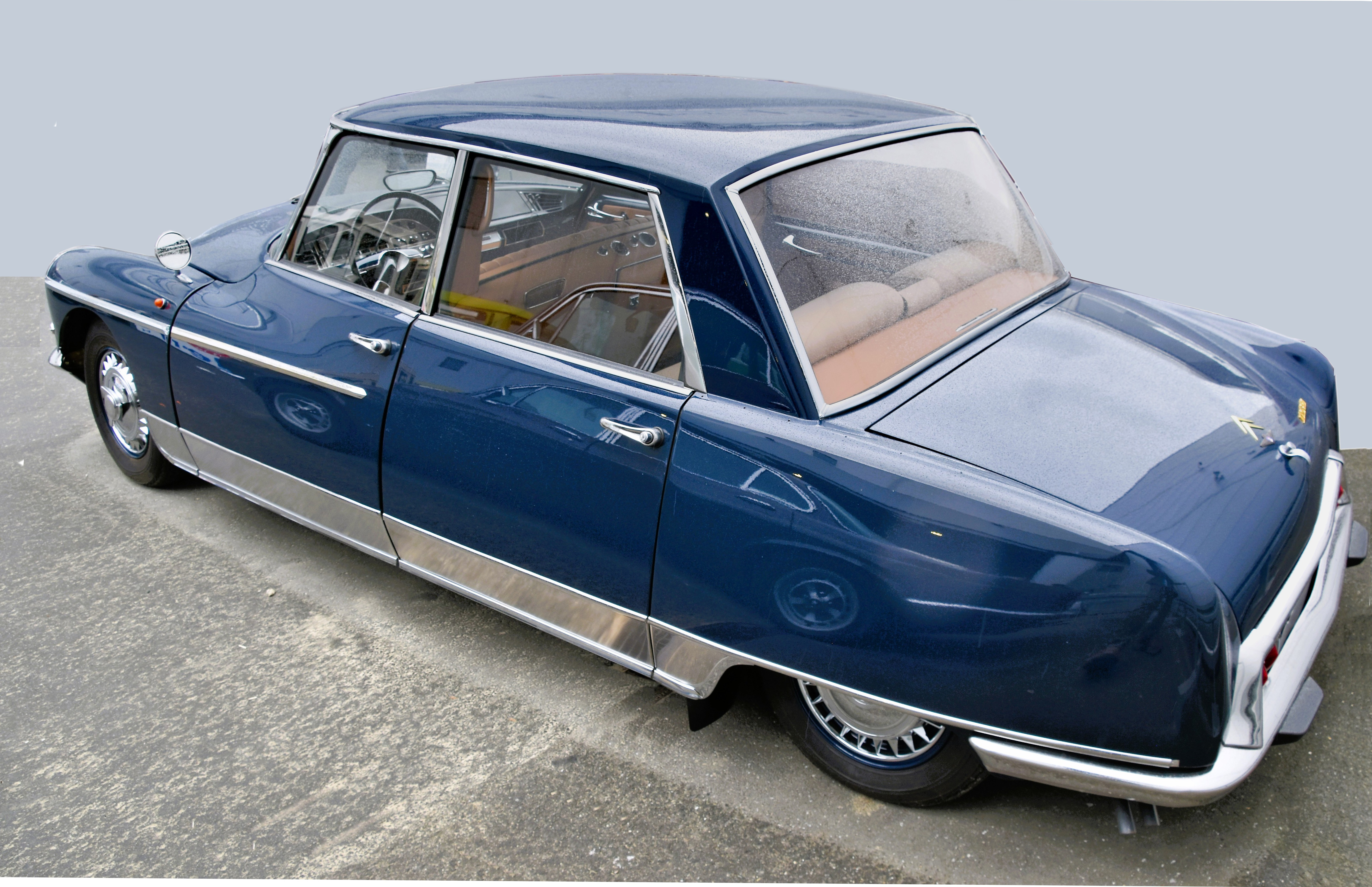
Stufenheck mit hohem Dach: Citroën DS Chapron Majesty, hier ein Exemplar mit Trennscheibe

Der Citroën DS Chapron Majesty ist eine viertürige Stufenhecklimousine mit serienmäßiger Citroën-Technik und hochwertiger, auf individuelle Kundenwünsche angepasster Innenausstattung.

### Technik
Die Technik des serienmäßigen Citroën DS wurde von Chapron nicht verändert. Chaprons Limousine hat ebenso wie das Werksmodell, auf dem sie basiert, Frontantrieb. Antriebsquelle ist ausnahmslos Citroëns 2175 cm³ großer Reihenvierzylindermotor aus dem DS 21, dessen Leistung in den ersten Baujahren mit 100 DIN-PS (Baureihe DX) und ab 1968 mit 104 DIN-PS (DX2) angegeben wurde. Chapron übernahm auch die Bodengruppe und das Fahrwerk des DS 21 ohne Veränderung.

### Karosserie und Innenraum
Die Frontpartie, die Windschutzscheibe und – abgesehen von einem Einzelstück – auch die Türbleche des Majesty entsprechen denen der serienmäßigen DS-Modelle. Bis 1967 haben alle Majesty einzelne vordere Rundscheinwerfer und separat angeordnete Fernscheinwerfer. Für die ab 1968 produzierten Majesty übernahm Chapron die im Herbst 1967 eingeführte neue Frontpartie mit Doppelscheinwerfern, die hinter einer Glasverkleidung untergebracht sind. Diese Autos werden teilweise inoffiziell als Majesty Serie 2 bezeichnet. Neu gestaltet sind die Dachlinie und die Heckpartie des Majesty: Das Dach der Chapron-Limousine fällt weniger steil nach hinten ab als das des Serienmodells; dadurch ergibt sich auf den hinteren Sitzen eine höhere Kopffreiheit. Die C-Säule ist rechteckig. Die Heckpartie ist als Stufenheck ausgeführt. Die Gestaltung entspricht der 1964 eingeführten Form, die sich seit diesem Modelljahr gleichermaßen an allen Chapron-Cabriolets und -Coupés findet: Die Gürtellinie wird in gerader Linie weitergeführt und mündet in „abgerundeten, weichen Heckflossen“, die das Design jüngerer Facel-Vega-Modelle kopieren. Die Blende, die die Rückleuchten einfasst, entspricht wieder dem Serienmodell.
Die Gestaltung des Innenraums konnte nach Kundenwunsch individualisiert werden. So wurden einige Limousinen mit einer Trennwand zwischen der vorderen und der hinteren Sitzreihe ausgerüstet. Teilweise war der aus gepresstem Blech bestehende Armaturenträger – wie es bei Facel Vega üblich gewesen war – in Holzoptik bemalt.

### Der Gaston-Dreyfus-Majesty
Ein Einzelstück der ersten Majesty-Serie wurde im Auftrag des Unternehmers René Gaston-Dreyfus mit nochmals höherem Dach und Portaltüren ausgestattet. Anders als bei den übrigen Majesty-Modellen sind bei ihm die vorderen Türen verkürzt, während die hinteren verlängert wurden. Das Auto war als Chauffeurfahrzeug ausgelegt. Der Wagen wurde 2009 restauriert und wird seitdem wiederholt auf Ausstellungen gezeigt.

## Produktion
Der Citroën DS Chapron Majesty wurde im Oktober 1964 im Parc des expositions de la porte de Versailles  öffentlich vorgestellt. Er blieb bis 1969 in Chaprons Programm. Der Produktionsumfang ist nicht zweifelsfrei geklärt. Einige Quellen gehen von insgesamt 25, andere von 27 Autos aus. Die meisten Majesty haben runde Frontscheinwerfer (Serie 1); lediglich die letzten, 1968 und 1969 produzierten Exemplare (Serie 2) sind mit Doppelscheinwerfern hinter einer Glasabdeckung ausgestattet. Eine Quelle beziffert die Anzahl der Majesty mit Doppelscheinwerfern auf drei, eine andere auf fünf und eine dritte auf sechs Autos.

## Nachfolger: Citroën DS Chapron Lorraine

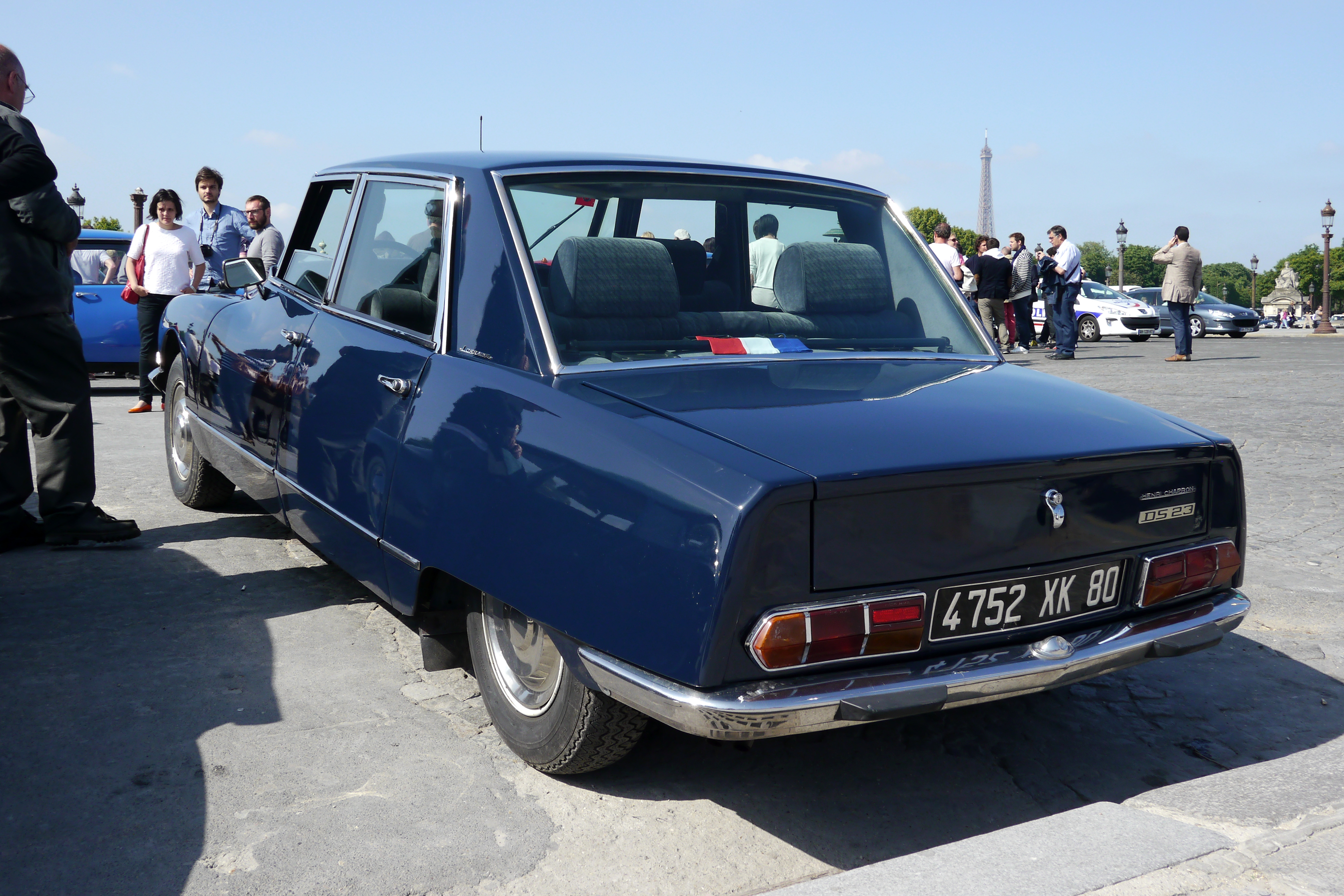
Citroën DS Chapron Lorraine

Im Sommer 1969 löste der nach der französischen Region Lothringen benannte DS 23 Chapron Lorraine den Majesty ab. Der Lorraine unterscheidet sich vom technisch weitgehend gleichen Majesty vor allem durch eine neu gestaltete Heckpartie, die ein Entwurf von Paul Colinet ist und sich an dem 1968 entstandenen Einzelstück DS Présidentielle orientiert. Die Heckflossen des Majesty fielen mit dem Modellwechsel weg. Stattdessen hat der Lorraine einen gradlinig gestalteten Kofferraum mit einem senkrechten Abschluss. Das hohe, im oberen Teil undekorierte Heckblech erinnert an zeitgenössische Entwürfe Giovanni Michelottis. Über den Stoßstangen wurden anfänglich die Rückleuchten des Fiat 124 Coupé (erste Serie) installiert, die letzten Lorraine-Exemplare haben rechteckige Rückleuchten des Peugeot 304. Von 1969 bis 1974 baute Chapron 19 Lorraine-Limousinen.